# Triangle d'incompatibilité de Rodrik

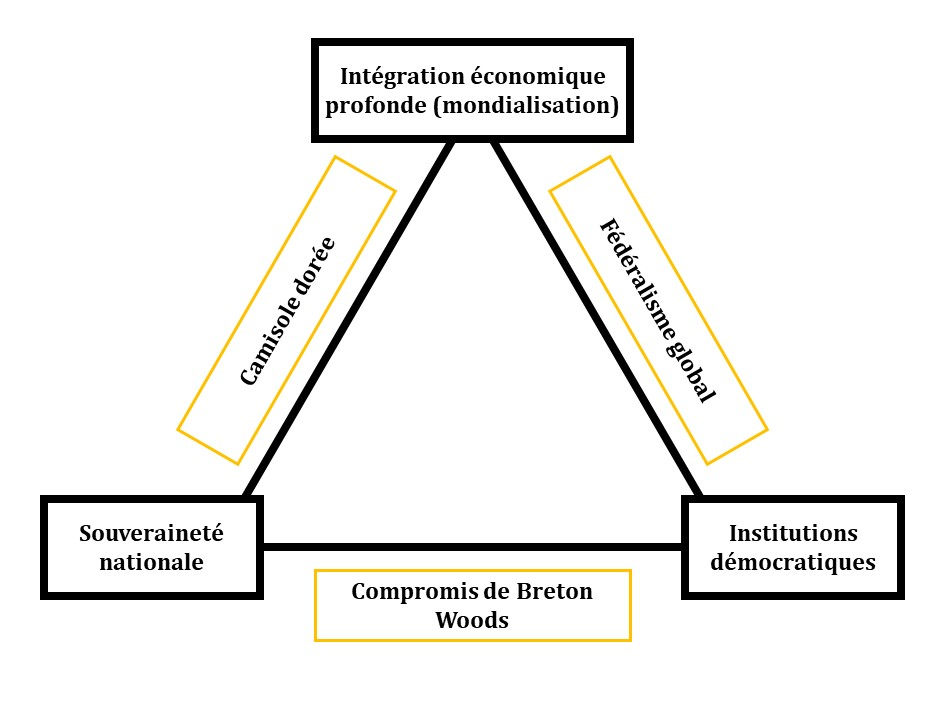
Triangle d'incompatibilité de Rodrik.

Le triangle d’incompatibilité de Rodrik (ou trilemme de l’économie mondiale) est un trilemme que rencontrent les États dans le cadre de la mondialisation, en ce qu'ils seraient obligés de choisir deux des trois options suivantes : des institutions démocratiques, la souveraineté nationale, et l'intégration économique profonde. Ce trilemme a été mis en lumière par l'économiste Dani Rodrik.  

## Histoire
Le triangle de l'économie mondiale est formulé pour la première fois dans un article académique publié par Dani Rodrik en juillet 2002 pour le National Bureau of Economic Research, intitulé « Les globalisations possibles » (« Feasible globalisations »). 
Le concept est ensuite popularisé dans une note de blog publiée par Rodrik le 27 juin 2007, où il décrit « le trilemme de l’économie mondiale », puis dans son livre Nations et mondialisation publié en 2008.

## Concept du trilemme
Le triangle de Rodrik décrit une incompatibilité institutionnelle. En effet Dani Rodrik considère qu’il est impossible, pour un pays ou une société, de combiner les trois dimensions suivantes :
- l'intégration économique aussi appelée par certains commentateurs hypermondialisation[4],
- la démocratie et,
- la souveraineté nationale, ou l’État-Nation.

La notion est inspirée du « triangle d’incompatibilité » de Robert Mundell qui analyse les régimes de change et l’ouverture aux capitaux étrangers.
Dans une de note de son blog daté du 27 juin 2007, Dani Rodrik décrit son idée de la manière suivante :
« Democracy, national sovereignty and global economic integration are mutually incompatible: we can combine any two of the three, but never have all three simultaneously and in full. »

Traduction :  « La démocratie, la souveraineté nationale et une intégration économique poussée sont mutuellement incompatibles : il est possible de combiner deux des trois possibilités, mais il n’est jamais possible d’avoir les trois simultanément et entièrement. »
La thèse peut donc se résumer donc de la manière suivante : une société ne peut pas avoir à la fois un régime démocratique, accepter une large ouverture à la mondialisation et conserver sa souveraineté nationale. Il est nécessaire de choisir entre ces trois pôles et une communauté politique doit choisir deux pôles parmi ces trois dimensions.
Une fois ces trois alternatives définies Dani Rodrik en déduit nécessairement trois régimes institutionnels possibles : 
1. L’option du « fédéralisme global » : ce régime combine institutions démocratiques et ouverture internationale de l’économie mais renonce alors à l’indépendance vis-à-vis du reste du monde. Un exemple donné par Rodrik lui-même est l’Union européenne.
2. Une deuxième option est appelée « camisole dorée » par Rodrik (golden straightjacket en anglais) en référence à la thèse, controversée, du journaliste Thomas Friedman selon lequel un pays devrait accepter de sacrifier sa souveraineté démocratique au bénéfice d’institutions internationales pour parvenir à la prospérité économique[7]. Ce paradigme peut être incarnée par la Chine contemporaine, ouverte économiquement et intégré à la mondialisation avec un État développé et souverain au prix de l’absence d’institutions démocratiques.
3. Enfin la troisième option est celle du « compromis de Bretton Woods ». Elle renvoie à l’idée qu’avant l’ère de libéralisation qui succède à la fin de l’étalon or les pays étaient relativement moins intégrés économiquement.

|                            | Intégration économique | Démocratie | Souveraineté nationale |
| Fédéralisme global         | +                      | +          | -                      |
| Compromis de Bretton Woods | -                      | +          | +                      |
| Camisole dorée             | +                      | -          | +                      |

Dans l’article initial de 2002, intitulé Feasible Globalizations (traduire Les mondialisations possibles), du NBER, Rodrik défend explicitement un compromis de Bretton Woods renouvelé (renewed Bretton-Woods compromise) capable selon l’auteur de :

« Préserver certaines limites à la mondialisation, tout en élaborant de meilleures règles globales pour gérer l'intégration qui peuvent être réalisés. »